# Erotema
Erotema (gr. ἐρώτημα erṓtēma) lub erotesis (gr. ἐρώτησις erṓtēsis) – chwyt retoryczny w formie pytania, które wymaga od słuchacza jednoznacznej odpowiedzi: tak lub nie. Może ono stawiać oponenta dyskusji w niekorzystnej sytuacji, może też wymuszać na nim deklaracje poglądów, których wcale nie wyznaje. Erotema jest jednym ze sposobów manipulowania odbiorcą.